# Ельверум
Ельверум (норв. Elverum) — містечко у фюльке Іннланнет, Норвегія. Адміністративний центр комуни Ельверум.  

## Історія
Над містом є фортеця Крістіанф'єлль, побудована 1683 року як оборонна споруда.
Коли 1940 року в Норвегію вторглися німці, королівський дім разом із королем Гоконом, урядом і парламентом переїхав до Ельверума.

## Культура
Діє бібліотека

## Релігія
У місті є дерев'яна церква

## Спорт
У місті є:
- Ельверум — гандбольний клуб
- Ельверум — футбольний клуб